# Corculognathia apennata
Corculognathia apennata är en djurart som tillhör fylumet käkmaskar, och som beskrevs av Ehlers 1973. Corculognathia apennata ingår i släktet Corculognathia och familjen Gnathostomulidae. Inga underarter finns listade i Catalogue of Life.